# Bernalillo
Bernalillo ist eine Town im Sandoval County im US-Bundesstaat New Mexico mit 8.977 Einwohnern (Stand: 2020). Bernalillo ist auch Sitz der Countyverwaltung (County Seat).

## Geographie
Die Stadt liegt an der Historic Route 66 am Fuß der Sandia Mountains im Süden des Countys, im Nordwesten New Mexicos und hat eine Gesamtfläche von 12,2 km², wovon 0,3 km² Wasserfläche ist.

## Geschichte
Bereits um 1620 wurde die Gegend von Spaniern besiedelt und hauptsächlich für Weinbau genutzt. Durch die Stadt führt der historische Camino Real de Tierra Adentro (damals gehörte die Gegend zu Neuspanien), der Mexiko-Stadt und Santa Fe miteinander verband. 1948 bekam Bernalillo Stadtrecht und wurde Sitz der Countyverwaltung. Benannt wurde der Ort nach einer Familie Bernal, die zu den ersten Siedlern in dieser Gegend gehörte.

## Veranstaltungen
Jedes Jahr am ersten Samstag im September wird das New Mexico Wine Festival abgehalten.

## Demographie
Nach der Volkszählung im Jahr 2000 lebten hier 6611 Menschen in 2309 Haushalten und 1724 Familien. Die Bevölkerungsdichte betrug 555 Einwohner pro km². Ethnisch betrachtet setzte sich die Bevölkerung zusammen aus 60,17 % weißer Bevölkerung, 0,74 % Afroamerikanern, 3,92 % amerikanischen Ureinwohnern, 0,20 % Asiaten, 31,34 % anderen Gruppen und 3,63 % von zwei oder mehr Rassen.
Von den 2309 Haushalten hatten 40,8 % Kinder und Jugendliche unter 18 Jahre, die bei ihnen lebten. 49,1 % waren verheiratete, zusammenlebende Paare, 18,6 % waren allein erziehende Mütter und 25,3 % waren keine Familien, 20,2 % bestanden aus Singlehaushalten und in 6,9 % lebten Menschen im Alter von 65 Jahren oder darüber. Die Durchschnittshaushaltsgröße betrug 2,86 und die durchschnittliche Familiengröße lag bei 3,30 Personen.
Auf den gesamten Ort bezogen setzte sich die Bevölkerung zusammen aus 31,0 % Einwohnern unter 18 Jahren, 9,9 % zwischen 18 und 24 Jahren, 28,5 % zwischen 25 und 44 Jahren, 21,4 % zwischen 45 und 64 Jahren und 9,2 % waren 65 Jahre alt oder darüber. Das Durchschnittsalter betrug 32 Jahre. Auf 100 weibliche Personen kamen 93,9 männliche Personen. Auf 100 Frauen im Alter von 18 Jahren oder darüber kamen statistisch 91,4 Männer.
Das jährliche Durchschnittseinkommen eines Haushalts betrug 30.864 USD, das Durchschnittseinkommen der Familien betrug 36.286 USD. Männer hatten ein Durchschnittseinkommen von 27.417 USD, Frauen 22.125 USD. Das Prokopfeinkommen betrug 13.100 USD. 13,9 % der Familien und 18,2 % der Bevölkerung lebten unterhalb der Armutsgrenze.